# Marcelo Oliveira
Marcelo Oliveira (Pedro Leopoldo, 1955. március 4. –) brazil labdarúgó. Az Atlético Mineiro vezetőedzője. Házas, római katolikus vallású.

## Pályafutása

### A válogatottban
1975 és 1977 között hat alkalommal szerepelt a brazil válogatottban és egy gólt szerzett.